# Krste Asanović
Krste Asanović (* 17.  Juni 1965)  ist ein US-amerikanischer Informatiker, emeritierter Professor der
University of California, Berkeley und Miterfinder der RISC-V-Rechnerarchitektur.

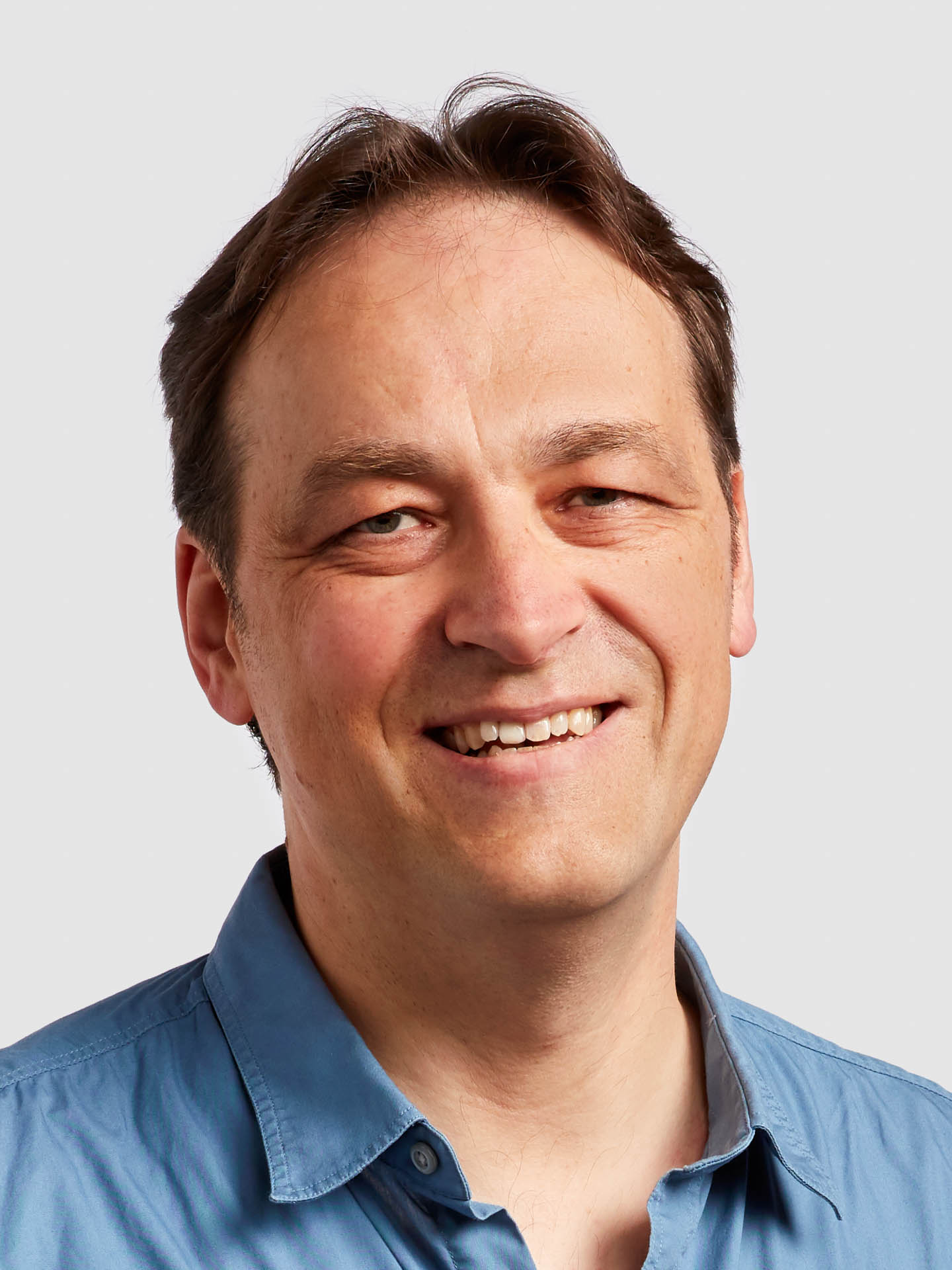
Krste Asanović

## Leben und Wirken
Krste Asanović studierte Electrical and Information Sciences an der University of Cambridge in England und schloss 1987 als Bachelor of Arts (B.A.) ab. Dann wechselte er an die University of California in Berkeley, wo er 1998 in Computerwissenschaften mit der Arbeit Vector Microprocessors (Multimedia, VLSI) bei John Wawrzynek promovierte und den Titel Ph.D. erlangte.
Es folgten Tätigkeiten am Massachusetts Institute of Technology (MIT). Dort erhielt er 2005 eine unbefristete Tenure-Track-Anstellung. Er kehrte 2007 nach UC Berkeley zurück und wurde dort Professor am Department of Electrical Engineering and Computer Science.
Der Fokus seiner Arbeit und der Mitwirkenden waren integrierte Vektor-Prozessoren. Das Konzept der vector-thread architecture RISC-V erarbeitete 2010 Asanović mit seinen damaligen Studenten Yunsup Lee und Andrew Waterman unter Beteiligung von David A. Patterson.
Im Gegensatz zu anderen Computerarchitekturen wie denjenigen von Intel oder ARM Ltd. veröffentlichten sie den Quellcode von RISC-V (als sogenannte Open-Source Software). Diese neuere Computerarchitektur besitzt Eigenschaften, welche die Rechnergeschwindigkeit erhöhen, aber trotzdem die Kosten und den Energieverbrauch senken.

## Veröffentlichungen
- Computer Science Bibliography: Krste Asanovic. dblp.uni-trier.de, abgerufen am 11. Juli 2023
- Selected Publications[3]
- Veröffentlichungen von Krste Asanović. scholar.google.com (engl.), abgerufen am 11. Juli 2023

## Weitere Tätigkeiten
- Zusammen mit den ursprünglichen Erfindern gründete Asanović 2015 SiFive, eine Firma zur Entwicklung Integrierter Schaltungen basierend auf Risc-V in San Francisco.[5]
- Der Risc-V-Standard wird vom Verein Risc-V International als Normierungsgremium mit seit 2020 Sitz in Zürich weiterentwickelt. Asanović ist dessen Präsident. Mitglieder sind u. a. die Industrieunternehmen Intel, Google, Qualcomm, Seagate, Alibaba, Huawei und Tencent.[2]

## Auszeichnungen
- 2018 ACM Fellow for contributions to computer architecture, including the open RISC-V instruction set and Agile hardware[6]
- 2014 IEEE Fellow for contributions to computer architecture[7]
- 2011 ACM Distinguished Scientist Award[8]
- 2001 NSF Faculty Early Career Development Award[9]